# 大島観光タクシー (山口県)

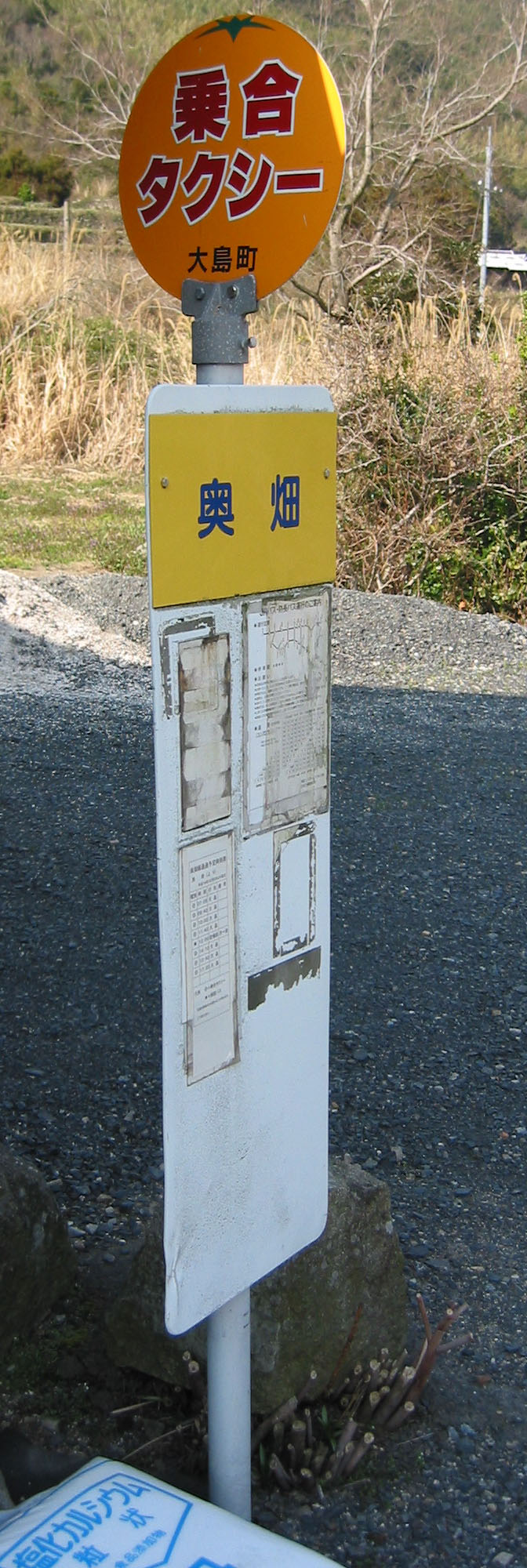
奥畑線の停留所

大島観光タクシー株式会社（おおしまかんこうタクシー）は、山口県大島郡周防大島町に本社を置くタクシー事業者である。

## 乗合タクシー
- JRバス中国屋代口 - 奥畑間の廃止代替として、以下の乗合タクシー路線を運行している。運行開始は1999年10月2日である。

奥畑線
- 大畠 - 大島瀬戸 - 小松港 - 屋代口 - 大島町庁舎前 - 周防屋代 - 奥畑 - 棟畑

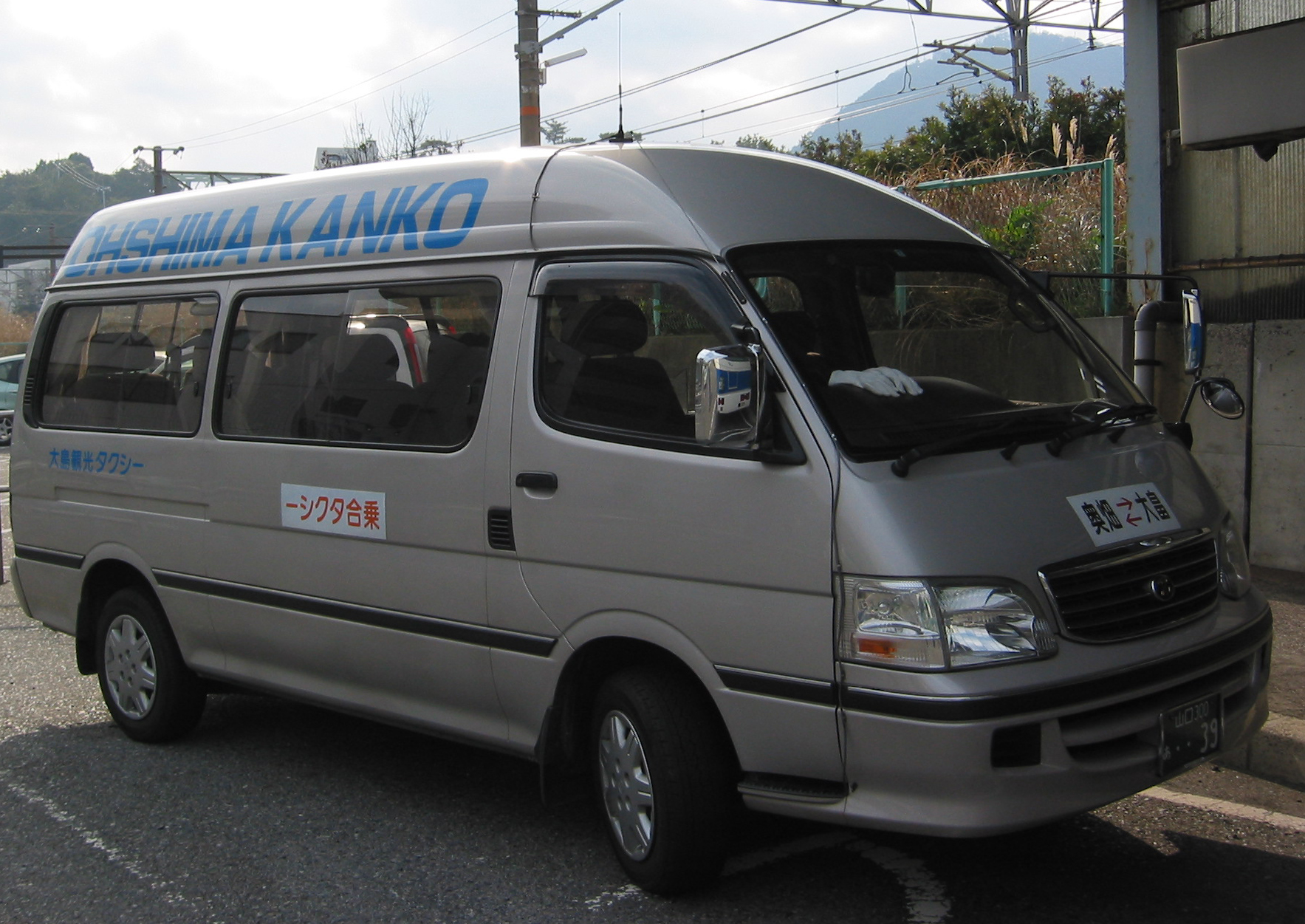
乗合タクシーの車両（2007年当時）